# Emile Laloux
Pour les articles homonymes, voir Laloux.
Emile Laloux, né le 12 septembre 1878 à Mont-sur-Marchienne et mort le 13 janvier 1940 à Schaerbeek, est un peintre belge.

## Biographie

### Famille
Emile (Emile Alphonse Ghislain) Laloux, né le 12 septembre 1878 à Mont-sur-Marchienne, est le fils de Félix Joseph Laloux (1842-1896), surveillant, puis fabricant de liqueurs, et de Lucie Dieudonnée Grandmontagne (1844-1905). Il épouse à Forest le 4 novembre 1901 Marie Hubertine Irma Sproelants (née à Liège le 22 novembre 1868).

### Formation
Attiré par les travaux scolaires de cartographie et de dessin, Emile Laloux se forme en peinture à l'École industrielle de Jumet, puis auprès de Guillaume Van Strydonck à l'Académie royale des beaux-arts de Bruxelles.

### Carrière
La première exposition d'Emile Laloux a lieu à l'Hôtel de ville de Jumet en 1900. Il quitte la région de Charleroi pour s'établir rue de Russie à Saint-Gilles (1903), puis à Ixelles et enfin à Schaerbeek. Au Salon de Bruxelles de 1903, il expose Éléonore (la favorite).
Emile Laloux est présent à plusieurs expositions du Cercle artistique et littéraire de Bruxelles et bénéficie d'une exposition personnelle en 1910. Au Salon de Bruxelles de 1914, il présente son tableau intitulé Mimosas.
Le 13 janvier 1940, Emile Laloux meurt, à l'âge de 61 ans, rue Thomas Vinçotte no 30 à Schaerbeek.

## Œuvre

### Caractéristiques
Emile Laloux représente les intérieurs, les paysages, les vues urbaines et de parcs de la région bruxelloise, les natures mortes, les fleurs, les figures et les portraits. Ses natures mortes sont les plus appréciées, car l'artiste a le sens de la composition et ses mises en page sont bonnes. 
En mars 1939, lorsqu'il expose à la Galerie des Carmes à Bruxelles, la critique de La Nation belge écrit : « les natures mortes de M. Emile Laloux se recommandent par leur distinction et leur technique. La plupart d'entre elles sont confinées dans une gamme de gris argentés, au milieu desquels le rose des fleurs, le jaune d'un citron ou le bleu délavé d'une potiche jettent une note plus vive, mais toujours harmonieuse. On songe parfois – toutes proportions gardées – à Fantin-Latour en présence de tant de discrétion et d'une tendance très nette à la demi-teinte. »
À propos de la même exposition, le quotidien La Libre Belgique publie : « Emile Laloux est surtout un peintre de fleurs et de natures mortes, où il apporte tout son soin, un métier vigilant, un œil sensible et délicat. Il s'est résumé dans quelques toiles , autour de quoi se dispersent les éléments de ces fortes synthèses […]. Ses Pivoines, posées dans un vase en cristal jaune, ont la même valeur décorative et picturale que renforcent une savante mise en page, un fond bien assorti, l'étoffe soyeuse et colorée qui drapent le support où elles trônent. »

### Expositions
- Exposition à l'école industrielle de Jumet en 1900[2].
- Salon de Bruxelles de 1903 : Éléonore (la favorite)[4].
- Exposition à l'Hôtel de la Poste de Jumet en 1904[2].
- Cercle artistique et littéraire de Bruxelles de 1907 : Scène campinoise, L'Aveugle, et Les Marronniers[10].
- Salon de printemps à Bruxelles en 1909[3].
- Cercle artistique et littéraire de Bruxelles de 1910, exposition conjointe avec Guillaume Van Strydonck et Léon Houyoux : Les Primevères, Église abbatiale, Coin d'atelier, Lecture amusante et Vieux pont[7].
- Salon de Bruxelles de 1914 : Les Mimosas[5].
- Salle Æolian à Bruxelles en octobre 1917[11].
- Cercle artistique et littéraire de Bruxelles de 1931[12].
- Cercle artistique et littéraire de Bruxelles de 1935.
- Exposition à la Galerie des Carmes à Bruxelles en 1939 : Les Pivoines, Le Plat en vieux-Rouen, La Gigue de chevreuil, Harengs frais, Le Lapin,…[8].
- Salon quatriennal de Belgique de 1939.
- Exposition rétrospective posthume à L'Atelier, rue Léopold à Bruxelles en juin 1942[13].